# Szymon Sidor
Szymon Sidor (ur. w 1991 w Chojnicach) – polski informatyk, naukowiec, uczestnik prac nad sztuczną inteligencją.

## Wykształcenie
Szymon Sidor ukończył III LO w Gdyni w 2010. W czasie nauki w szkole średniej wyróżniał się szybkimi postępami w edukacji z matematyki i informatyki, m.in. był laureatem III miejsca w Olimpiadzie Informatycznej 2009/2010. Sidor i inni najzdolniejsi absolwenci III LO w Gdyni , którzy odnieśli sukcesy na arenie międzynarodowej, zostali przedstawieni w filmie dokumentalnym Mistrz.
Studia w University of Cambridge, w okresie 2010 do 2013 ukończył z tytułem BA w zakresie informatyki. Od 2014 do 2016 studiował w Massachusetts Institute of Technology i obronioną pracą Reinforcement Learning Approach to Multi-Stage Reasoning in Natural Language Processing uzyskał tytuł magistra w zakresie mechatroniki, robotyki i inżynierii automatyki (ang. Mechatronics, Robotics, and Automation Engineering).
W latach 2014 do 2016 studiował w Massachusetts Institute of Technology w ramach studiów doktoranckich.

## Kariera zawodowa
W latach 2011 do 2013 pracował: w Google nad funkcjami systemu Chrome OS, a także w zespole Google Analytics, gdzie zajmował się implementacją eksperymentalnych funkcji.
W 2013 (5 mies.) pracował w Dropbox nad kluczową strukturą ekstrakcji danych. W 2015 (3 mies.) pracował w MetaMind przy systemach automatycznego odpowiadania na pytania. W 2016 (8 mies.) pracował w Vicarious nad uczeniem wzmacniającym. 
Od 2016 pracuje w OpenAI.
Brał udział w pracach doskonalenia sztucznej inteligencji polegających na uczeniu się botów AI w trakcie treningowych gier z Dota 2. OpenAI Five to zespół pięciu botów stworzonych przez OpenAI. Boty uczyły się grając przeciwko zawodowym graczom Dota-2 lub  przeciwko sobie, w czasie rzeczywistym, a oprogramowanie uczące się było krokiem w kierunku stworzenia oprogramowania uczącego się do  rozwiązywania bardziej zaawansowanych problemów. 
Sidor odegrał istotną rolę w budowaniu modelu GPT-4, jako wiceprzewodniczący zespołu optymalizacji, gdzie zajmował się poprawą efektywności modelu. Pracował również w zespole odpowiedzialnym za infrastrukturę rozproszonego treningu. Nadzorował kluczowe procesy uczenia oraz brał udział w ewaluacji możliwości modelu GPT-4.
Sidor został wyróżniony przez miesięcznik My Company jako jeden spośród dwudziestu najbardziej wpływowych Polaków zaangażowanych w rozwój sztucznej inteligencji.